# Meloe strigulosus
Meloe strigulosus là một loài bọ cánh cứng trong họ Meloidae. Loài này được Mannerheim miêu tả khoa học năm 1852.